# Saint-Jean-de-Duras
Saint-Jean-de-Duras település Franciaországban, Lot-et-Garonne megyében. Lakosainak száma 255 fő (2022. január 1.). Saint-Jean-de-Duras La Sauvetat-du-Dropt, Loubès-Bernac, Pardaillan, Saint-Astier, Saint-Sernin és Soumensac községekkel határos.

## Népesség
A település népessége az elmúlt években az alábbi módon változott:
| Lakosok száma | 324  | 264  | 245  | 229  | 249  | 251  | 245  | 248  | 245  | 255  |
|               | 1968 | 1982 | 1990 | 2006 | 2013 | 2015 | 2017 | 2019 | 2020 | 2022 |